# Minor Hill
Minor Hill város az Amerikai Egyesült Államok Tennessee államában, Giles megyében. Lakosainak száma 504 fő (2020. április 1.).

## Népesség
A település népességének változása:

| 2010 | 537 |
| 2020 | 504 |